# Boston Charley
Boston Charley (1854-1873) fou un guerrer modoc. De ben jove es va unir al grup de Kintpuash o Captain Jack i el 1872 dirigí un grup que matà 14 colons blancs a Tule Lake. També participà amb Kintpuash i d'altres en la mort d'Edward Canby l'11 d'abril del 1873. Es va rendir amb Kintpuash, i amb ell fou executat el 3 d'octubre del 1873.